# Станција Водопија
Станција Водопија (хрв. Stancija Vodopija) је насељено место у саставу града Пореч, Истарска жупанија, Хрватска.

## Историја
До територијалне реорганизације у Хрватској била је у саставу старе општине Пореч. Као самостално насељено место, Станција Водопија постоји од пописа 2011. године.

## Становништво
У попису становништва из 2011. године, Станција Водопија је имала 116 становника.